# 明日香郵便局
明日香郵便局（あすかゆうびんきょく）は、奈良県高市郡明日香村にある郵便局。民営化前の分類では集配特定郵便局であった。

## 概要
住所：〒634-0199 奈良県高市郡明日香村岡54-2

## 沿革
- 1907年（明治40年）3月16日 - 岡郵便局（三等）として開設[1]。
- 1968年（昭和43年）5月26日 - 電話の加入および料金に関する簡易な事務を除く電話交換業務を大和橿原電報電話局に、和文電報配達業務を高取、桜井、大和橿原の各電報電話局にそれぞれ移管[2]。
- 1970年（昭和45年）9月1日 - 明日香郵便局に改称。
- 1977年（昭和52年）6月 - 局舎新築落成。
- 2007年（平成19年）10月1日 - 民営化に伴い、併設された郵便事業橿原支店明日香集配センターに一部業務を移管。
- 2012年（平成24年）10月1日 - 日本郵便株式会社発足に伴い、郵便事業橿原支店明日香集配センターを明日香郵便局に統合。

## 取扱内容
- 郵便、印紙、ゆうパック、内容証明
- 貯金、為替、振替、振込、国際送金、国債
- 生命保険、バイク自賠責保険
- ゆうちょ銀行ATM
- 高市郡明日香村域（〒634-01xx区域）の集配業務

## 風景印
- 図案は石舞台古墳と高松塚古墳壁画、多武峰の遠望。局名表記は「奈良　明日香」
- 使用開始日は1994年（平成6年）3月26日

## 周辺
- 明日香村役場
- 飛鳥京跡
- 石舞台古墳
- 岡寺
- 橘寺
- 飛鳥寺
- 奈良県立万葉文化館
- 犬養万葉文化館
- 奈良県道155号多武峯見瀬線
- 飛鳥川

## アクセス
- 近鉄吉野線 岡寺駅から東へ約2.3km（徒歩約30分）
- かめバス 岡橋本または岡戎前にて下車
- 南阪奈道路 葛城ICから大和高田バイパス経由、約13km
- 駐車場あり：4台